# صندلی نقره‌ای (مجموعه‌تلویزیونی ۱۹۹۰)
صندلی نقره‌ای (به انگلیسی: The Silver Chair) مجموعه تلویزیونی محصول سال ۱۹۹۰ و به کارگردانی الکس کیربی است. در این مجموعه تلویزیونی بازیگرانی همچون دیوید توایتس، کامیلا پاور، واریک دیویس، تام بیکر، لزلی نیکل، پتسی برن، بیل والیس و جفری پری ایفای نقش کرده‌اند. این مجموعه بر اساس کتاب صندلی نقره‌ای نوشته سی. اس. لوئیس و بخشی از مجموعه سرگذشت نارنیا است.